# 太子角
太子角（？—前547年），中国春秋时期卫国的太子。卫殇公之子，被立为太子。
前559年夏，孙林父联合甯殖驱逐了卫献公，立公孙剽为卫殇公。甯殖非常内疚，临终嘱咐儿子甯喜，帮助卫献公回国复辟。前547年二月初六庚寅，甯喜攻打孙氏，孙林父的儿子孙襄战死，二月初七辛卯，甯喜杀死国君卫殇公和太子角。